# 長濱ねる
長濱 ねる（ながはま ねる、1998年〈平成10年〉9月4日 - ）は、日本のタレント、女優であり、女性アイドルグループけやき坂46および欅坂46の元メンバーである。長崎県長崎市出身。フラーム所属。

## 略歴
1998年（平成10年）9月4日、長崎県長崎市で生まれる。3歳から7歳まで五島列島・中通島（南松浦郡奈良尾町（現在の同郡新上五島町））で育ち、誕生日に町に一軒だけあったケーキ屋でキャラクターのケーキを買ってもらうのが楽しみだった。奈良尾小学校に入学し、通販で買ってもらったピンクのランドセルを愛用。小学1年生の時、五島列島のロードレース大会で3位に入賞。小学校高学年になるとAKB48のファンになり、パソコンクラブでAKB48の動画を閲覧し始める。中学生時代は乃木坂46（特に伊藤万理華）のファンになり、国際交流団体のプログラムでアメリカ・モンタナ州にホームステイもした。高校進学後、全国高等学校クイズ選手権に出場し、長崎県大会の決勝まで進出。高校1年生のお正月に巫女のアルバイトをしていた時、ストーブで衣装を焦がして給料から天引きされた。高校生時代は空港のグランドスタッフ（地上勤務職員）になりたいと考えていた。
2015年、両親は「受かるはずがない」と考え、鳥居坂46（後に欅坂46と改称）の1期生オーディション応募を許可した。オーディションでは伊藤万理華の「まりっか'17」を歌った。あくまでも記念受験であり、長濱は今まで通り長崎の高校に通い続けるものだと思っていた。しかし、両親の思惑を超えて2次審査を順調に突破し、長濱自身も落ちるだろうと思っていた3次審査も合格した。しかし最終オーディションを目前にして、母親の反対によって地元の長崎に連れ戻され、都内で開催される最終審査に参加出来なかった。そんな家族の様子を見た父親が運営スタッフに相談すると、後日、長濱が一人で参加するつもりだった乃木坂46福岡公演のライブに両親も招待し話し合った。結果、長濱は最終オーディションを受けていない為、けやき坂46（ひらがなけやき）で活動することを条件に特例で遅れて欅坂46に加入した。後日、グループ卒業後にMCを務める番組『セブンルール』（関西テレビ）の番宣用YouTube公式チャンネルで、17歳の時に上京することができたきっかけとして、現在教師として働く姉が、｢失敗する前に止めるよりも失敗してから手を貸してあげたほうがいいんじゃない?」と言ってくれて、それにすごく助かったというエピソードを明かした。同年11月、欅坂46の冠番組『欅って、書けない?』（テレビ東京）に初出演し、欅坂46の新メンバーとして加入することを発表し、アンダーグループ的なけやき坂46（ひらがなけやき）のひとりメンバーとして活動開始。ひらがなけやき発足から日向坂46へ改名してから約一年の軌跡は集英社発行のノンフィクション書籍『日向坂46ストーリー』に綴られている。
2016年4月、欅坂46の1stシングル「サイレントマジョリティー」に収録されているユニット曲「乗り遅れたバス」でCDデビュー。同年6月、『欅って、書けない?』で欅坂46の2ndシングル「世界には愛しかない」から、けやき坂46と欅坂46での活動を兼任することが発表された。同年8月、「世界には愛しかない」の収録曲「また会ってください」で初のソロ曲を務めた。
2017年9月、欅坂46の5thシングル「風に吹かれても」からけやき坂46との兼任解除が発表され、欅坂46専任となった。同年10月11日、写真集の発売に先駆け、公式Twitterを開設。同年12月19日、長濱の故郷、長崎・五島列島を中心に撮影された初のソロ写真集『ここから』（講談社）を発売。写真集は週間推定売上9万8000部を記録し、2018年1月1日付オリコン週間“本”ランキングの写真集部門で1位、女性ソロ写真集の週間売上部数で歴代2位を記録、オリコン2018年上半期BOOKランキング「写真集ジャンル」で期間内売上17万5000部を記録し1位を獲得した。オリコン2018年度年間BOOKランキングの写真集部門において年間推定売上19万1000部を記録し2位を獲得した。

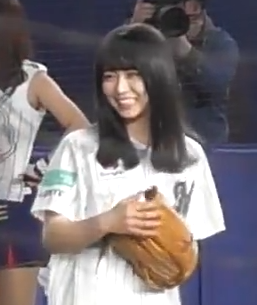
千葉ロッテマリーンズの始球式で（2018年）

2018年2月、地元の長崎で開催された長崎ランタンフェスティバルのメインイベント『皇帝パレード』に皇后役で出演し、長崎市観光大使に就任することが発表された。同年3月10日、平手友梨奈に代わってラジオ番組『欅坂46 こちら有楽町星空放送局』（ニッポン放送）のメインパーソナリティに正式就任することが発表された。同年3月14日、AKB48の51stシングル「ジャーバージャ」に収録されている坂道AKB第2弾「国境のない時代」でセンターを務めた。同年6月8日、九州旅客鉄道（JR九州）の『第3回 九州魅力発掘大賞』で写真集『ここから』や長崎ランタンフェスティバルの話題性が評価され、特別賞を受賞した。
2019年3月7日、欅坂46の8thシングル「黒い羊」の活動をもって同グループから卒業することを公式ブログで明かした。同年3月30日、メインパーソナリティを務めてきた『欅坂46 こちら有楽町星空放送局』を同日未明の放送で降板。同年7月30日、幕張メッセで開催されたイベント「ありがとうをめいっぱい伝える日」で卒業した。同年7月31日未明に放送された『長濱ねるのオールナイトニッポン』（ニッポン放送）にパーソナリティとして出演した 。卒業後の活動について当初は未定であった。
2020年7月7日、芸能界に復帰。同日、『セブンルール』（関西テレビ）に尾崎世界観とともに同番組MCに就任し、芸能活動を再開した。同日、公式サイトおよび長濱とスタッフが運営するTwitter公式アカウントを開設。同年9月4日、インタビューで「作り手さんとしてのお仕事も柔らかくやっていけたら」 ということを発言していた長濱はKADOKAWAが出版する雑誌『ダ・ヴィンチ』で長濱本人のエッセイ「夕暮れの昼寝」を連載開始。このエッセイの題字、内容は長濱本人が書いたものである。また、このエッセイには長濱本人が撮影した写真、もしくは関係者が撮影した写真もあわせて紹介される。
2021年4月から1年間、幻冬舎文庫のフェアキャラクターを務める。同年4月3日、ラジオ番組『POP OF THE WORLD』（J-WAVE）にツインナビゲーターとしてレギュラー出演開始。同年4月26日、スマホゲーム『ソード&ブレイド』（ファイブクロス）の宣伝大使に就任。同年7月12日、アイドルフェス『TOKYO IDOL FESTIVAL 2021』の2代目チェアマンに就任することが発表された。同年10月9日、西九州新幹線の開業を翌年秋に控えた地元長崎県より『西九州新幹線長崎県広報大使』に任命された。
2022年4月12日、地元の長崎・五島列島が舞台の2022年度後期放送のNHK連続テレビ小説『舞いあがれ!』にレギュラー出演することが発表された。同年4月27日、『TOKYO IDOL FESTIVAL 2022』のチェアマンに2年連続で就任した。同年9月9日、JR九州は同年9月23日の西九州新幹線開業日の長崎駅の一日駅長を発表した。その後、2023年9月23日にも開業1周年を迎えたことから一日駅長を務めた。
2023年3月25日、公式ファンクラブを開設した。同年4月19日、『TOKYO IDOL FESTIVAL 2023』のチェアマンに3年連続で就任。
2024年4月10日、『TOKYO IDOL FESTIVAL 2024』のチェアマンに4年連続で就任。同年8月2～4日に東京・お台場の青海周辺エリアで行われるアイドルフェス「TOKYO IDOL FESTIVAL 2024」の開催に先駆け、同年7月24、31日にフジテレビで放送されるアイドルフェス音楽番組「TIF presents ONE SONG FES.」では「TIF2024」のチェアマンを務める長濱ねる自身がMCを、フジテレビアナウンサーの原田葵（元欅坂46（現櫻坂46））が進行を担当して共演をした。
2024年10月23日、 2025年9月14日から11月30日まで開かれる国民文化祭と全国障害者芸術・文化祭「ながさきピース文化祭2025」のアンバサダーに水上恒司らと共に委嘱された 。委嘱にあたり「長崎県民として、全国に大好きな長崎の魅力を発信していきたいと思います」とコメントした。
2025年8月5日、約10年間在籍したSeed & Flower合同会社を退所し、フラームに移籍することを発表した。

## 人物・エピソード
- 身長159 cm[1]。
- 血液型はO型[7]。
- 兄と姉がいる[61]。
- 母は小学校の養護教諭であり、長濱が通っていた小学校の教諭でもあった[62]。
- 祖母が1945年（昭和20年）8月9日の長崎原爆投下で被爆しており、長濱自身が被爆３世であることを明らかにしている[63]。
- 愛称は「ねる[16]」「ねるそん[64]」。ねるという名前は本名であり、その由来は母が名前に「る」という字を入れたいという希望があったことと、「考えを練る」の「練る」という意味からきている[65]。
- 父親考案のキャッチコピーは「ねるー、ねるらー、ねるれすと！ 今日もあなたの最上級！ 長濱ねるです！」[16]。

- 中学生時代、マダニに噛まれたため、脇腹に穴が開いている[注 4]。
- 特技はクイズ[16]。
- 趣味は釣り[16]、知らない街を散策すること。
- また、読書も趣味である。読書については、けやき坂46が冠番組「ひらがな推し」（日向坂46改名後は『日向坂で会いましょう』）を持ち、オードリーがMCを務めることについてラジオ番組『欅坂46 こちら有楽町星空放送局』で佐々木美玲と話した際に、かつて長濱が若林正恭の著書『社会人大学人見知り学部卒業見込』を愛読していたことを紹介した[67]。その他、こどもの頃から児童書を読んでいたエピソードがある。尾崎世界観がパーソナリティを務めるTBSラジオの番組『ACTION』に長濱がゲスト出演した際、ロアルド・ダール「マチルダは小さな大天才」を読んでいた本に挙げている[68]。
- 行ってみたい図書館として憧れるのは、ブラジルの「王立ポルトガル図書館」[44]。2018年1月に発行された『日刊スポーツ』の取材において「将来の夢は地元に帰って司書になること」とコメントしている[16]。2021年9月4日に放送された『サタデーミュージックバトル 天野ひろゆき ルート930』（ニッポン放送）にて通信の大学で司書の勉強をしていることを明らかにした。
- 2018年、「Quick Japan」（太田出版）vol.139 西加奈子特集で、長濱のインタビューが掲載された[69]。当初、対談の予定であったが都合で対談は実現せず、急遽、一人での撮影になり、セッティングの間に便箋3枚分の手紙を書いて編集部に預けたところ、数週間後に西直筆の返事をもらったことを自身のエッセイで明かした[70]。2021年、西加奈子の短編集「おまじない」が文庫化される際には帯コメントを担当し、巻末では念願の対談を果たした[71]。上白石萌歌がナビゲーターを務めるJ-WAVEのラジオ番組「GYAO! #LOVEFAV」にゲスト出演した際、「おまじない」での対談をきっかけに西と連絡を取るようになったことを明かした[72]。

### 欅坂46・けやき坂46
長濱がMCを務めるラジオ番組『欅坂46 こちら有楽町星空放送局』にけやき坂46の１期生・佐々木美玲が出演時、お互いの好きな食べ物を言い合ったところ、それぞれが苦手な食べ物を挙げ続けるすれ違いトークが展開された。長濱は日向坂46メンバーの１期生にとって、誰にも代えがたい存在と言われている。サイリウムカラーは紫×紫。

## 作品

### シングル
欅坂46
- 世界には愛しかない（2016年8月10日、SRCL-9147/53）- EAN 4988009130804。
- 語るなら未来を…（2016年8月10日、SRCL-9147/52）- EAN 4988009130804。
- また会ってください（2016年8月10日、SRCL-9149/50）- EAN 4988009130811。
- 二人セゾン（2016年11月30日、SRCL-9267/73）- EAN 4547366279375。
- 大人は信じてくれない（2016年11月30日、SRCL-9267/73）- EAN 4547366279375。
- 制服と太陽（2016年11月30日、SRCL-9267/8）- EAN 4547366279375。
- 夕陽1/3（2016年11月30日、SRCL-9273）- EAN 4547366279405。
- 不協和音（2017年4月5日、SRCL-9394/402）- EAN 4547366301250。
- W-KEYAKIZAKAの詩（2017年4月5日、SRCL-9394/402）- EAN 4547366301250。
- 微笑みが悲しい（2017年4月5日、SRCL-9394/5）- EAN 4547366301250。
- エキセントリック（2017年4月5日、SRCL-9402）- EAN 4547366301298。
- 風に吹かれても（2017年10月25日、SRCL-9581/9）- EAN 4547366331639。
- 避雷針（2017年10月25日、SRCL-9585/6）- EAN 4547366331653。
- ガラスを割れ!（2018年3月7日、SRCL-9736/44）- EAN 4547366350265。
- もう森へ帰ろうか?（2018年3月7日、SRCL-9736/44）- EAN 4547366350265。
- バスルームトラベル（2018年3月7日、SRCL-9742/3）- EAN 4547366350296。
- アンビバレント（2018年8月15日、SRCL-9922/30）- EAN 4547366371079。
- Student Dance（2018年8月15日、SRCL-9922/30）- EAN 4547366371079。
- I'm out（2018年8月15日、SRCL-9922/3）- EAN 4547366371079。
- 音楽室に片想い（2018年8月15日、SRCL-9928/9）- EAN 4547366371109。
- 黒い羊（2019年2月27日、SRCL-9983/91）- EAN 4547366383355。
- Nobody（2019年2月27日、SRCL-9983/4）- EAN 4547366383317。
- 否定した未来（2019年2月27日、SRCL-9983/4）- EAN 4547366383317。

けやき坂46
- 乗り遅れたバス（2016年4月6日、SRCL-9039/40）- EAN 4988009125930。
- ひらがなけやき（2016年8月10日、SRCL-9153）- EAN 4988009130866。
- 誰よりも高く跳べ！（2016年11月30日、SRCL-9269/70）- EAN 4547366279382。
- 僕たちは付き合っている（2017年4月5日、SRCL-9400/1）- EAN 4547366301281。

坂道AKB
- 誰のことを一番 愛してる？（2017年3月15日、KIZM-90481/2）- EAN 4988003500702。
- 国境のない時代（2018年3月14日、KIZM-90547/8）- EAN 4988003519797。

IZ4648
- 必然性（2019年3月13日、KIZM-90617/8）- EAN 4988003543938。

### アルバム
欅坂46
- 真っ白なものは汚したくなる（2017年7月19日、SRCL-9482/8）- EAN 4547366318470。

けやき坂46
- 走り出す瞬間（2018年6月20日、SRCL-9825/9）- EAN 4547366358575。

### 映像作品
- 長濱ねる（2016年8月10日）- EAN 4988009130835。
- 長濱ねる（2016年11月30日）- EAN 4547366279399。
- KEYABINGO!（2017年1月27日）- EAN 4988021715010。
- 長濱ねる（2017年4月5日）- EAN 4547366301250。
- 徳山大五郎を誰が殺したか?（2017年6月7日）- EAN 4517331036388。
- グループ発展祈願の旅 〜群馬編〜（2017年10月25日）- EAN 4547366331646。
- 残酷な観客達（2017年11月29日）- EAN 4988021715553。
- KEYABINGO!2（2017年12月22日）- EAN 4988021715522。
- 長濱ねる 自撮りTV（2018年3月7日）- EAN 4547366350272。
- KEYABINGO!3（2018年6月29日）- EAN 4988021715874。
- 長濱ねる×小坂菜緒 自撮りTV（2018年8月15日）- EAN 4547366371086。
- 欅共和国2017（2018年9月26日）- EAN 4547366376791。
- 欅坂46 特典映像「KEYAKI HOUSE」（2019年2月27日）- EAN 4547366383317。
- 欅共和国2018（2019年8月14日）- EAN 4547366417258。
- 欅坂46 ANNIVERSARY LIVE Director's Cut Collection（2020年10月7日）- EAN 4547366450224。
- 欅坂46 ARENA TOUR Director's Cut Collection（2020年10月7日）- EAN 4547366450231。
- 3年目のデビュー（2021年1月20日）- EAN 4517331070726。
- 僕たちの嘘と真実 Documentary of 欅坂46（2021年2月3日）- EAN 4988104127983。
- 連続テレビ小説 舞いあがれ! 完全版 1（2023年3月24日）- EAN 4988066242359、EAN 4988066242380。
- 連続テレビ小説 舞いあがれ! 完全版 2（2023年5月26日）- EAN 4988066242366、EAN 4988066242397。
- 連続テレビ小説 舞いあがれ! 完全版 3（2023年7月21日）- EAN 4988066242373、EAN 4988066242403。
- 日向坂46 6周年記念MEMORIAL LIVE 〜6回目のひな誕祭〜 in 横浜スタジアム（2025年7月23日）- EAN 4547366757309、EAN 4547366757323。

## 出演

### テレビドラマ
- 徳山大五郎を誰が殺したか?（2016年7月17日 - 10月2日、テレビ東京） - 長濱ねる 役[73]。
- 残酷な観客達（2017年5月18日 - 7月20日、日本テレビ） - 永嶺みこ 役[74]。
- 七夕さよなら、またいつか（2018年7月8日・15日、日本テレビ） - 主演・ねる 役[75]。
- かんざらしに恋して（2019年2月6日、NHK BSプレミアム） - 保科舞香 役[76][77]。
- 君と世界が終わる日に 特別編（2022年2月25日、日本テレビ） - 伊東亜希 役[78]。
- 連続テレビ小説 舞いあがれ! 第4話 - 最終回（2022年10月6日 - 2023年3月31日、NHK総合） - 山中さくら→椿山さくら 役[51]。
- 警視庁アウトサイダー（2023年1月5日 - 3月2日、テレビ朝日） - 米光麻紀 役[79]。
- 旅屋おかえり「長野編」（2023年1月30日 - 31日、NHK BSプレミアム） - 藤森花音 役[80][81]。
- ウソ婚（2023年7月11日 - 9月26日、関西テレビ） - ヒロイン・千堂八重 役[82][83]。
- 院内警察（2024年1月12日 - 3月22日、フジテレビ） - ヒロイン・川本響子 役[84]。
- 366日（2024年4月8日 - 6月17日、フジテレビ） - 下田莉子 役[85]
- 磯部磯兵衛物語〜浮世はつらいよ〜（2024年7月12日 - 9月13日、WOWOW） - ヒロイン・団子屋の看板娘 役[86][87]。
- 若草物語-恋する姉妹と恋せぬ私-（2024年10月6日 - 12月15日、日本テレビ） - 町田衿 役[88][89]。
- アンサンブル（2025年1月18日 - 3月22日、日本テレビ） - 園部こずえ 役[90]
- いつか、ヒーロー（2025年4月6日 - 6月1日、朝日放送テレビ） - 樋口ゆかり 役[91]

### ネット配信ドラマ
- 警視庁インサイダー〜警務課・米光麻紀のランチ捜査〜（2023年1月12日 - 2月9日、TELASA） - 主演・米光麻紀 役[92]。
- 十角館の殺人（2024年3月22日、全5話、Hulu） - ヒロイン・アガサ 役[93]。
- ラブリーアンサンブル（2025年2月15日・3月22日、Hulu） - 園部こずえ 役[94]。
- いつか、ヒーロー〜氷室海斗の秘密〜（2025年5月4日・11日、TVer） - 樋口ゆかり 役[95]。

### バラエティ
- くりぃむクイズ ミラクル9（2016年10月5日 - 、テレビ朝日） - 不定期出演[96]。
- セブンルール（2020年7月7日 - 2023年3月28日、関西テレビ） - レギュラーMC[97]。
  - 長濱ねるのセブンルーツ（2022年7月6日） - スピンオフ[98]。

### 音楽番組
- legato 〜旅する音楽スタジオ〜（2020年12月21日 / 2021年1月30日 - 2023年2月25日、MUSIC ON! TV） - MC[99][100]。

### その他のテレビ番組
- ねるねちけいONLINE!（2018年8月7日 - 14日、NHK総合） - MC[101]。
- 特別番組 "クスノキ2018"〜ナガサキ発平和へのメッセージ〜（2018年8月11日、長崎国際テレビ / 8月13日、広島テレビ）[102]
- 第27回 FNSドキュメンタリー大賞 ノミネート作品 白衣のメロディ（2018年10月25日（24日深夜）、テレビ長崎） - ナレーター[103]。
- 被爆75年 いまこそ伝えたい（2020年8月9日、NHK総合） - ビデオメッセージ出演[104]。
- すイエんサー（NHK Eテレ） - 不定期出演。
  - 「おうちでお祭りSP!りんごアメ&ラムネ」（2020年10月13日） - ゲスト出演[105]。
  - 「体力テストスペシャル!前編・後編」（2021年5月11日 - 18日）[106][107]
  - 「ハンバーグスペシャル」（2021年9月21日）[108]
  - 「けん玉&竹馬!昔遊びスペシャルパート2」（2022年6月5日）[109]
  - 「ちょっと変わった体力テストスペシャル」（2022年8月14日）[110]
  - 「おうちで楽しい工作スペシャル」（2022年10月9日）[111]
- 三冠 奇跡に挑む者たち（2020年10月17日、関西テレビ） - ナレーター[112]。
- 逆転人生「世界が認めた庭園デザイナー どん底からの金メダル」（2020年10月19日、NHK総合）[113]
- 未来へ 17アクション（2021年 - 、NHK） - PR大使に就任[114]。NHK主催のSDGs啓発の放送キャンペーン番組に随時出演。
  - おかえりモネ×未来へ17action（2021年7月25日、NHK総合）[115]
  - 長濱ねるの五島列島SDGs旅（2022年10月10日 - 11日、NHK総合）[116]
- 非行の根っこに寄り添う〜福岡県警 少年育成指導官〜（2021年1月23日、NHK BS1） - ナレーター[117]。
- ラストファミリー シリーズ（2021年 - ） - MC。
  - 離島にポツンッ!ラストファミリー物語（2021年1月29日、NHK BSプレミアム）[118]
  - 離島で発見!ラストファミリー物語（2021年8月14日・11月13日、NHK BSプレミアム）[119][120]
  - 離島で発見!ラストファミリー（2022年5月25日 - 、NHK総合）[121][122]
- 手話シャワー（NHK Eテレ）[123][124]
  - 第一弾（2021年2月20日 - 28日、計10回）[125]
  - 第二弾（2022年1月22日 - ）[126]
- 釣りびと万歳（2021年4月18日、NHK BSプレミアム）[127]
- ダーウィンが来た! 15周年スペシャル（2021年5月5日、NHK総合）[128]
- #あちこちのすずさん 2021 〜教えてください あなたの戦争〜（2021年8月12日、NHK総合）[129]
- ねる、取材行ってきます〜TOKYO アイドルタイムズ〜（フジテレビ） - MC。
  - TIF2021（2021年9月19日 - 26日・11月6日）[130][131]
  - TIF2022（2022年6月25日・7月27日・8月24日[132]）[133]
  - TIF2023（2023年6月28日・8月3日・27日）
- このドキュメンタリーがヤバい!2021（2021年12月30日、NHK総合）[134]
- news zero（日本テレビ）
  - 金曜パートナー（2023年6月2日 - 30日）[135]
  - 火曜パートナー（2024年10月1日 - ）[136]
- ゆたかな食の未来をさがして（2024年11月3日 - 、TBSテレビ） - 旅人/ナレーション[137]。

### ラジオ
- billboard JAPAN HOT100 COUNTDOWN（2018年3月3日・11月3日・2019年2月9日、ニッポン放送） - 準レギュラー[138]。
- 欅坂46 こちら有楽町星空放送局（2018年3月10日 - 2019年3月30日、ニッポン放送） - メインパーソナリティ[33]。
- 欅坂46のオールナイトニッポン（2018年12月13日、ニッポン放送） - メインパーソナリティ[139]。
- 欅坂46・長濱ねる 二十歳の一曲（2019年1月14日、ニッポン放送） - パーソナリティ[140]。
- 長濱ねるのオールナイトニッポン（2019年7月31日、ニッポン放送） - パーソナリティ[6]。
- POP OF THE WORLD（J-WAVE）
  - （2020年12月5日） - ナビゲーター（ハリー杉山の代理）[141]。
  - （2021年4月3日 - 2022年3月26日） - ナビゲーター（ハリー杉山とのツインナビゲート）[47][142]。
- NTT Group BIBLIOTHECA 〜THE WEEKEND LIBRARY〜（2022年4月2日 - 、J-WAVE） - ナビゲーター（山口周とのツインナビゲート）[143][144]。
- ちきゅうラジオ×長濱ねるのSDGs日記（2022年11月5日、NHKラジオ第1）[145][146][147]

### イベント
- 長崎ランタンフェスティバル（2018年2月24日、長崎県長崎市） - 皇后 役[148]。
- プロ野球 始球式「ロッテ vs 楽天」（2018年3月30日、ZOZOマリンスタジアム）[149]
- LIVE MONSTER LIVE 2018（2018年7月7日、幕張メッセ国際展示場4〜6ホール） - 七夕SPゲスト[150]。
- 卒業イベント「ありがとうをめいっぱい伝える日」（2019年7月30日、幕張メッセ）[38]
- JR九州・西九州新幹線開業：長崎駅一日駅長（2022年9月23日）[151][152]

### CM・広告
- けやき坂46（ひらがなけやき） オーディションCM（2015年12月28日 - ）[153][154]
- 欅のキセキ みんなに出会えて良かった編（2017年10月25日 - 、enish）[155]
- 坂道合同オーディションCM 長濱ねる（欅坂46）編（2018年6月23日 - ）[156][157]
- AGAヘアクリニック よいしょー編 AGAはヘアクリ編（2018年8月25日 - ）[158]
- 幻冬舎 幻冬舎文庫 - 2021年度フェアキャラクター[45]。
- ファイブクロス スマートフォンゲーム「ソード&ブレイド」（2021年5月14日 -）[159][160]
- セブン銀行 「長濱ねるとスマホATM」篇（2023年3月6日 - ）[161]
- Water Rower｜NOHrD（2023年9月13日 - ） - アンバサダー[162]
- ロート製薬「素肌みたいな恋がしたい」（2023年10月23日 - ）[163]
- NTT（2023年11月8日 - ）[164]
- 日本マクドナルド×魔女の宅急便「ヨーロッパバーガーズ」（2024年6月25日 - ）[165]

### MV
- 東京スカパラダイスオーケストラ『ツバメ feat.ミドリーズ & 長濱ねる & 東京都立片倉高等学校吹奏楽部』（2022年）[166][167]

## 書籍

### 雑誌連載
- BRODY（2016年10月号 - 2017年8月号、白夜書房） - 道のすゝめ[168]。
- ダ・ヴィンチ（2020年9月4日 - 2023年6月6日、KADOKAWA） - 夕暮れの昼寝[169]。
- with（2021年5月28日 - 2022年3月28日、講談社） - HAJINERU SDGs [170]。

### 写真集
- ここから（2017年12月19日、講談社、全160ページ、ISBN 978-4-06-352865-7）[171]
- 長濱ねる（2025年7月15日、講談社、全160ページ、ISBN 978-4-06-537012-4）[172]

### エッセイ集
- たゆたう（2023年9月1日、KADOKAWA、ISBN 978-4-0410-2653-3）[173]

### ネット連載
- FRaUweb（2022年7月11日 - 、講談社） -  tsuNagERU SDGs[174]。